# Kopong (Botswana)
Kopong ist eine Stadt im Distrikt Kweneng in Botswana. Sie liegt rund 25 km nördlich der botswanischen Hauptstadt Gaborone.

## Einwohner
| Jahr      | 2001 | 2011 | 2022   |
| --------- | ---- | ---- | ------ |
| Einwohner | 5571 | 9520 | 13.816 |